# Bélus (Landes)
Pour les articles homonymes, voir Bélus.
Bélus [belys] est une commune française située dans le département des Landes en région Nouvelle-Aquitaine.

## Géographie

### Localisation
Commune située à 3 km au nord de Peyrehorade.

### Communes limitrophes
Les communes limitrophes sont  Cagnotte, Orthevielle, Peyrehorade et Saint-Lon-les-Mines.
| Saint-Lon-les-Mines |             |          |
|                     | Bélus       | Cagnotte |
| Orthevielle         | Peyrehorade |          |

### Hydrographie
Le ruisseau de Lespontès, affluent gauche de l'Adour, prend naissance sur la commune.

### Climat
Pour des articles plus généraux, voir Climat de la Nouvelle-Aquitaine et Climat des Landes.
Historiquement, la commune est exposée à un micro climat océanique basque.  
En 2020, Météo-France publie une typologie des climats de la France métropolitaine dans laquelle la commune est exposée à un climat océanique et est dans la région climatique  Pyrénées atlantiques, caractérisée par une pluviométrie élevée (>1 200 mm/an) en toutes saisons, des hiver très doux (7,5 °C en plaine) et des vents faibles.
Pour la période 1971-2000, la température annuelle moyenne est de 13,5 °C, avec une amplitude thermique annuelle de 13,8 °C. Le cumul annuel moyen de précipitations est de 1 290 mm, avec 12,8 jours de précipitations en janvier et 7,7 jours en juillet. Pour la période 1991-2020, la température moyenne annuelle observée sur la station météorologique la plus proche, située sur la commune de Dax à 13 km à vol d'oiseau, est de 14,5 °C et le cumul annuel moyen de précipitations est de 1 155,2 mm,. Pour l'avenir, les paramètres climatiques de la commune estimés pour 2050 selon différents scénarios d’émission de gaz à effet de serre sont consultables sur un site dédié publié par Météo-France en novembre 2022.

## Urbanisme

### Typologie
Au 1er janvier 2024, Bélus est catégorisée commune rurale à habitat dispersé, selon la nouvelle grille communale de densité à sept niveaux définie par l'Insee en 2022.
Elle est située hors unité urbaine. Par ailleurs la commune fait partie de l'aire d'attraction de Dax, dont elle est une commune de la couronne,. Cette aire, qui regroupe 60 communes, est catégorisée dans les aires de 50 000 à moins de 200 000 habitants,.

### Occupation des sols

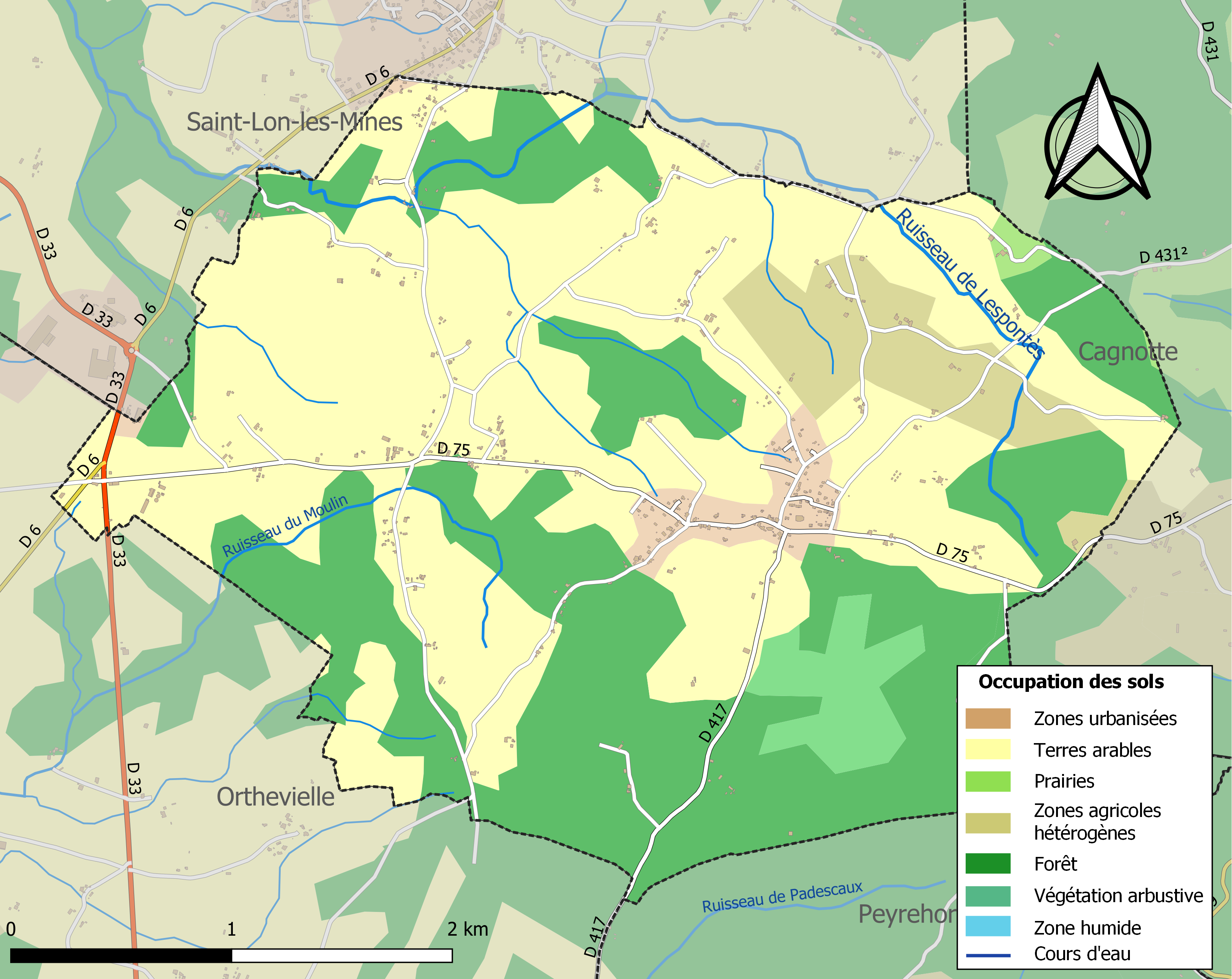
Carte des infrastructures et de l'occupation des sols de la commune en 2018 (CLC).

L'occupation des sols de la commune, telle qu'elle ressort de la base de données européenne d’occupation biophysique des sols Corine Land Cover (CLC), est marquée par l'importance des territoires agricoles (57,6 % en 2018), en diminution par rapport à 1990 (61,9 %). La répartition détaillée en 2018 est la suivante : terres arables (51,4 %), forêts (36,6 %), zones agricoles hétérogènes (5,9 %), milieux à végétation arbustive et/ou herbacée (2,9 %), zones urbanisées (2,8 %), prairies (0,4 %), zones industrielles ou commerciales et réseaux de communication (0,1 %). L'évolution de l’occupation des sols de la commune et de ses infrastructures peut être observée sur les différentes représentations cartographiques du territoire : la carte de Cassini (XVIIIe siècle), la carte d'état-major (1820-1866) et les cartes ou photos aériennes de l'IGN pour la période actuelle (1950 à aujourd'hui).

### Risques majeurs
Le territoire de la commune de Bélus est vulnérable à différents aléas naturels : météorologiques (tempête, orage, neige, grand froid, canicule ou sécheresse), mouvements de terrains et séisme (sismicité modérée). Un site publié par le BRGM permet d'évaluer simplement et rapidement les risques d'un bien localisé soit par son adresse soit par le numéro de sa parcelle.
Les mouvements de terrains susceptibles de se produire sur la commune sont des tassements différentiels.

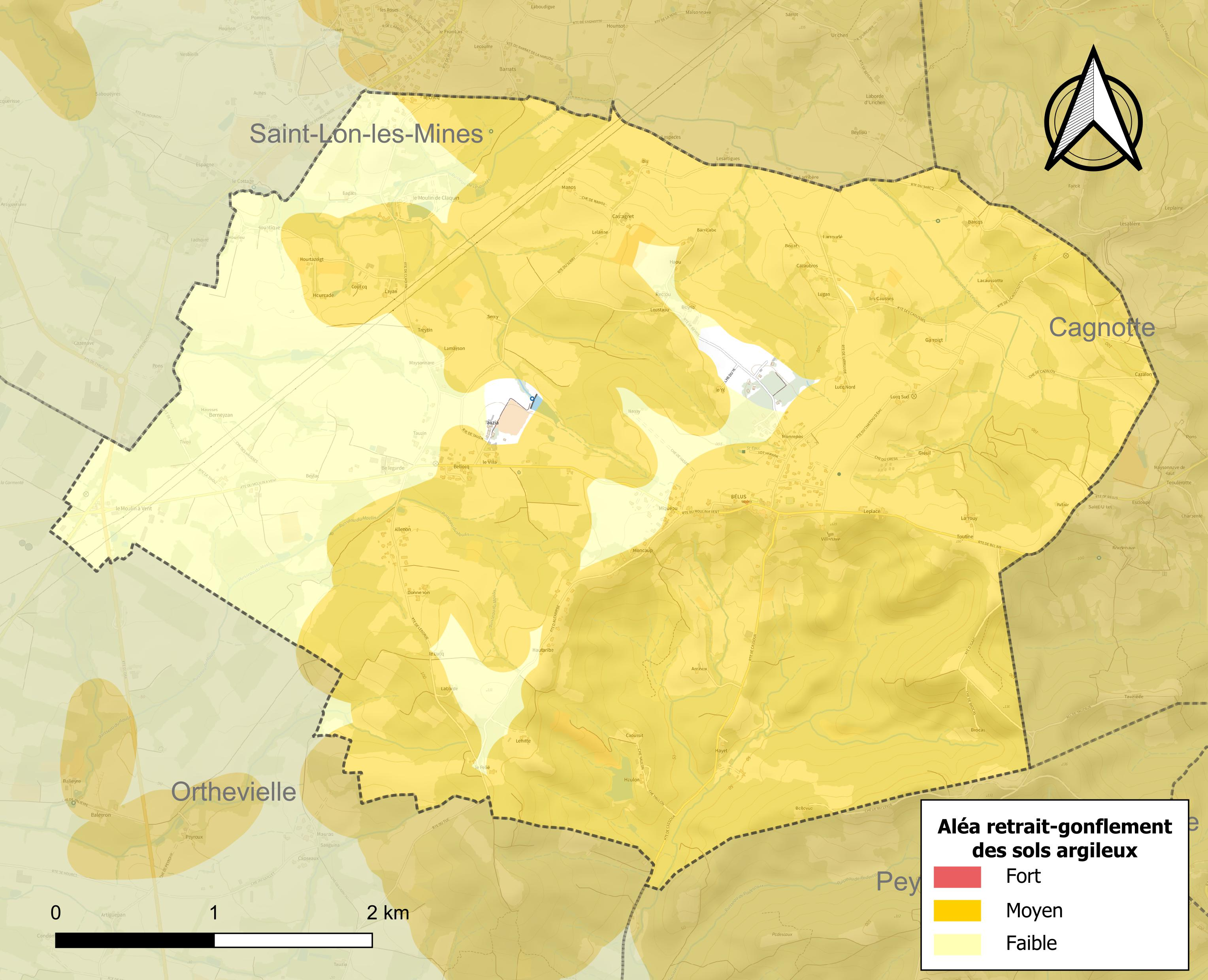
Carte des zones d'aléa retrait-gonflement des sols argileux de Bélus.

Le retrait-gonflement des sols argileux est susceptible d'engendrer des dommages importants aux bâtiments en cas d’alternance de périodes de sécheresse et de pluie. 77 % de la superficie communale est en aléa moyen ou fort (19,2 % au niveau départemental et 48,5 % au niveau national). Sur les 250 bâtiments dénombrés sur la commune en 2019,  183 sont en aléa moyen ou fort, soit 73 %, à comparer aux 17 % au niveau départemental et 54 % au niveau national. Une cartographie de l'exposition du territoire national au retrait gonflement des sols argileux est disponible sur le site du BRGM,.
La commune a été reconnue en état de catastrophe naturelle au titre des dommages causés par les inondations et coulées de boue survenues en 1988, 1990, 1993, 1999, 2009, 2013, 2018 et 2020, par la sécheresse en 2003 et 2011 et par des mouvements de terrain en 1999.

## Toponymie
Son nom occitan gascon est Belús.

## Histoire
Le village est connu pour l'un de ses anciens instituteurs, François Baco. Pour lutter contre le phylloxera qui s’était abattu sur l’ensemble des vignobles des Landes et des Basses-Pyrénées, il mit au point plusieurs hybrides résistants à la maladie dont un, le fameux Baco 22A, entre encore aujourd’hui principalement dans la fabrication de l’armagnac.

## Politique et administration
| Période                                  | Période  | Identité        | Étiquette      | Qualité                                |
| ---------------------------------------- | -------- | --------------- | -------------- | -------------------------------------- |
| 1983                                     | 2020     | Daniel Dufau    | PS puis UDI-NC | Retraité agricole                      |
| 2020                                     | En cours | Rachel Durquety | PS             | Infirmière, conseillère départementale |
| Les données manquantes sont à compléter. |          |                 |                |                                        |

## Démographie
| 1793 | 1800 | 1806 | 1821 | 1831 | 1836 | 1841 | 1846 | 1851 |
| ---- | ---- | ---- | ---- | ---- | ---- | ---- | ---- | ---- |
| 581  | 422  | 502  | 598  | 672  | 685  | 656  | 696  | 680  |

| 1856 | 1861 | 1866 | 1872 | 1876 | 1881 | 1886 | 1891 | 1896 |
| ---- | ---- | ---- | ---- | ---- | ---- | ---- | ---- | ---- |
| 633  | 641  | 608  | 547  | 571  | 599  | 570  | 529  | 541  |

| 1901 | 1906 | 1911 | 1921 | 1926 | 1931 | 1936 | 1946 | 1954 |
| ---- | ---- | ---- | ---- | ---- | ---- | ---- | ---- | ---- |
| 553  | 531  | 528  | 530  | 500  | 503  | 503  | 512  | 469  |

| 1962 | 1968 | 1975 | 1982 | 1990 | 1999 | 2006 | 2011 | 2016 |
| ---- | ---- | ---- | ---- | ---- | ---- | ---- | ---- | ---- |
| 493  | 445  | 422  | 416  | 400  | 433  | 566  | 600  | 605  |

| 2021 | 2022 | - | - | - | - | - | - | - |
| ---- | ---- | - | - | - | - | - | - | - |
| 610  | 616  | - | - | - | - | - | - | - |

Après des années difficiles (stagnation de la population, école proche de la fermeture), Bélus connaît depuis quelques années une croissance soutenue (beaucoup de constructions, arrivées et retours de jeunes ménages avec enfants).

## Lieux et monuments
- Monument à François Baco  : Curieux monument en hommage à François Baco, à cent mètres du bourg en direction de Cagnotte.
- François BACO sur le site du Centre culturel du Pays d'Orthe.
- Château de Gardera.
- Église Notre-Dame-de-l'Assomption de Bélus.

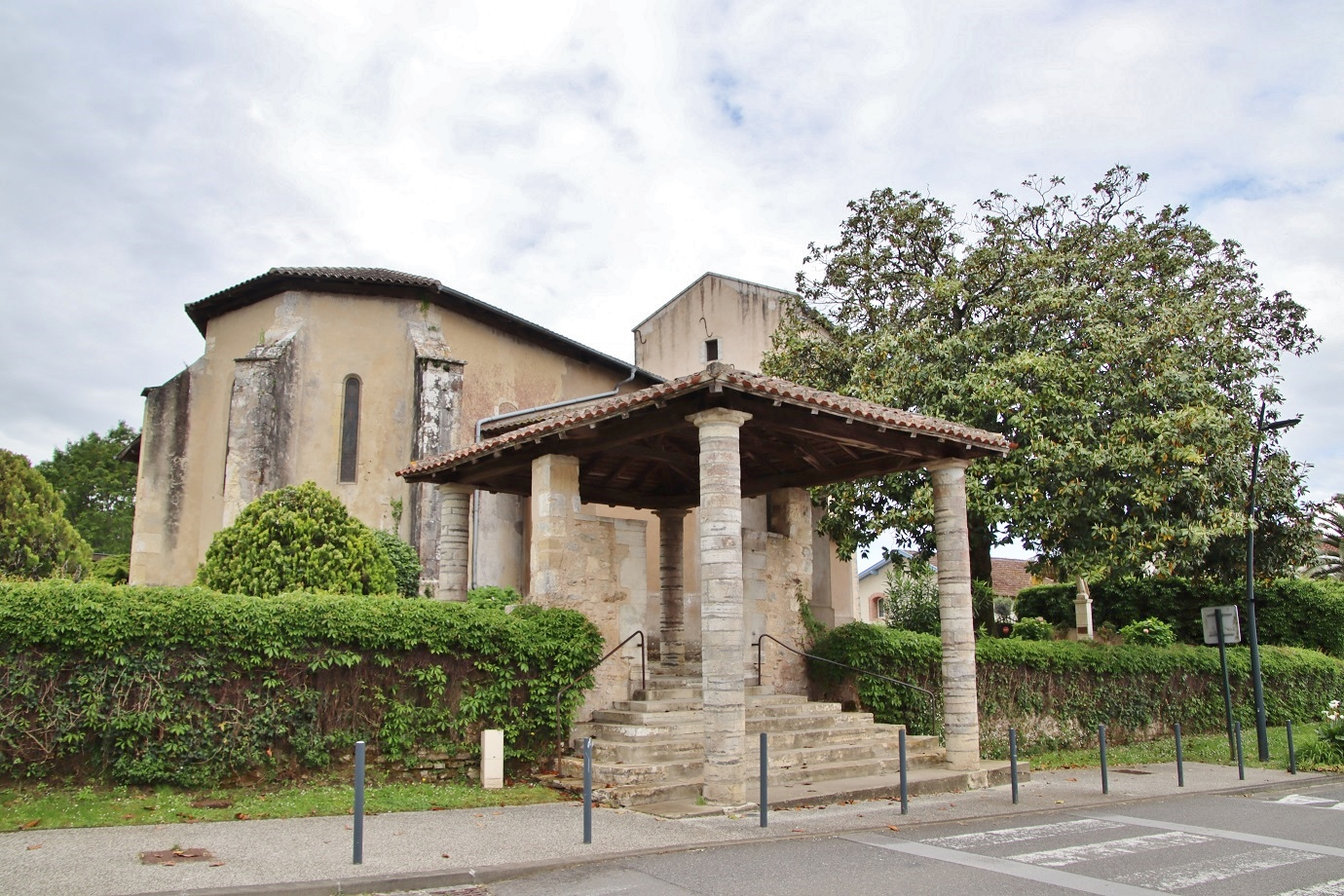
Extérieur de l'église paroissiale de Bélus.
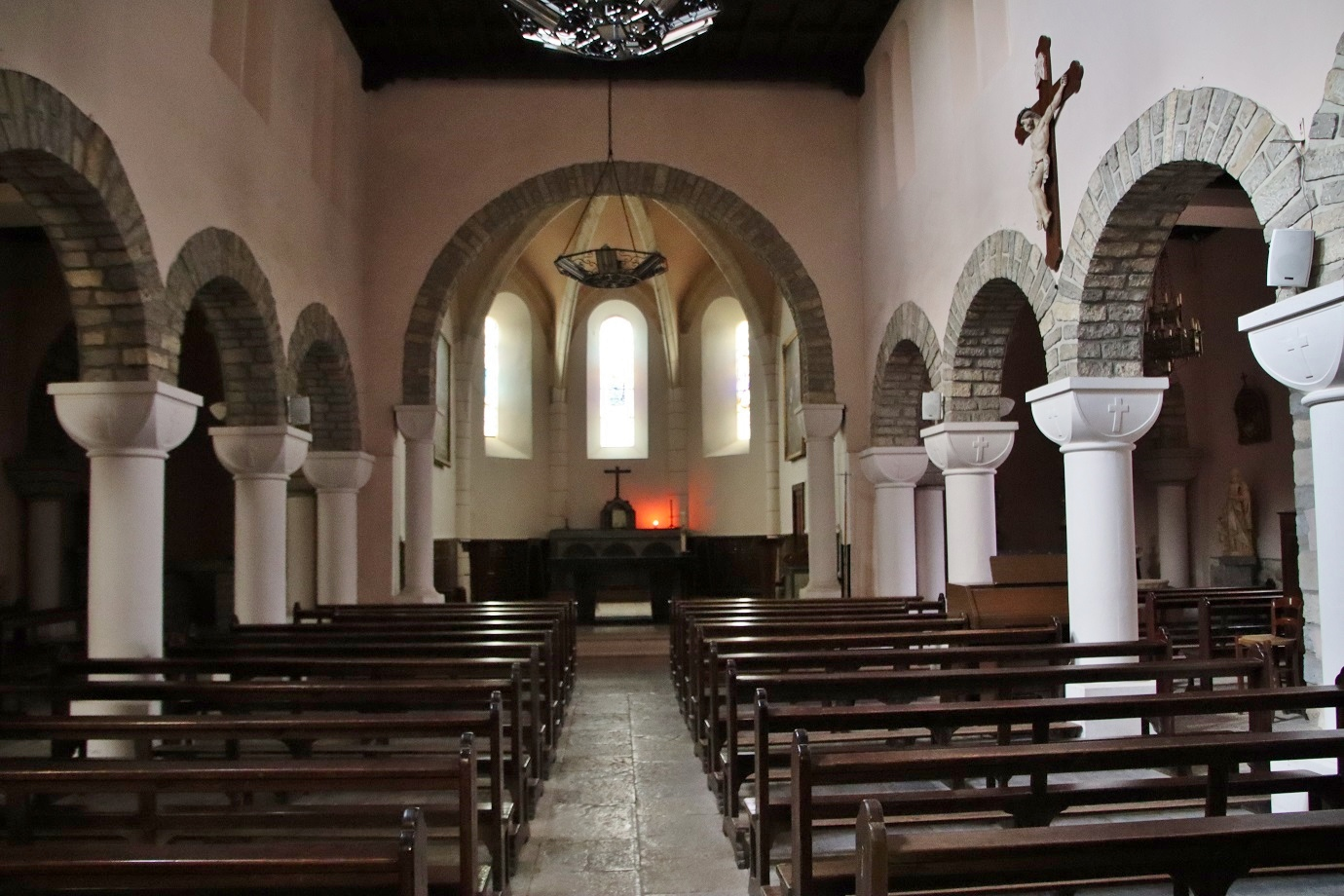
Intérieur de l'église Notre-dame-de-l'Assomption.

## Personnalités liées à la commune
Le compositeur et violoniste Lucien Durosoir.

## Vie pratique

### Enseignement
L'école de Bélus située en bas de la mairie, comporte une maternelle et un primaire, un maitre et deux maîtresses. Rénovée en 2012, elle a accueilli les maternelles un an après.

### Culture
- Les Fêtes locales sont également reconnues pour leur saveur. Rendez-vous au début du mois d'août.

### Activités sportives
- Le Volley Club d'Orthe, club cantonal, contribue également à la petite renommée du village car l'équipe première des féminines évolue en Nationale 3. C'est une chaude ambiance qui attend les équipes visiteuses.